# Aviäres Leukosevirus
Das Aviäre Leukosevirus (ALV) (von lateinisch avis ‚Vogel‘ und altgriechisch λευκός leukós, deutsch ‚weiß‘), auch Vogel-Leukämie-Virus oder Vogel-Leukosevirus, offiziell englisch Avian leukosis virus, ist ein RNA-Virus aus der Familie der Retroviren. Es gehört zur Gattung Alpharetroviren und verursacht B-Zell-Leukämien bei Hühnern, kann aber auch andere Tiere infizieren. ALV ist nahe verwandt mit dem Rous-Sarkom-Virus (RSV).
Schon im Jahr 1908 konnten die dänischen Forscher Ellermann und Bang zeigen, dass sich Leukämie bei Hühnern durch Blut übertragen ließ und dass das infektiöse Agens kein Bakterium sein konnte.
In den 1960er Jahren war die Hühnerleukämie ein wachsendes Problem bei der Haltung von Legehennen, und es wurden daher Tests entwickelt, mit denen infizierte Hühner erkannt werden konnten.
Das MC29 Myelocytoma Aviäres Leukosevirus (MC29-ALV) wird vom International Committee on Taxonomy of Viruses, (ICTV) (Stand November 2018 – Januar 2022) in eine eigene Spezies Avian myelocytomatosis virus 29 derselben Gattung Alpharetrovirus gestellt, analog das CT10 Aviäre Sarkomavirus (CT10-ASV), in die Spezies Avian sarcoma virus CT10.